# Citroën C4 (третье поколение)
Citroën C4 III — третье поколение компактного автомобиля Citroën C4 французской компании Citroën, входящей в концерн PSA Peugeot Citroën. Начало выпуска — 16 июня 2020 года.

## История
Впервые автомобиль Citroën C4 третьего поколения был представлен 16 июня 2020 года. От предшественника модель отличается модернизированным интерьером и сенсорным экраном, увеличенным в размерах. Автомобиль базируется на платформе EMP1.
С июня 2022 года производится фастбэк C4 X, дизайнер Пьер Леклерк.
Также существует электромобиль '-C4.

## Галерея

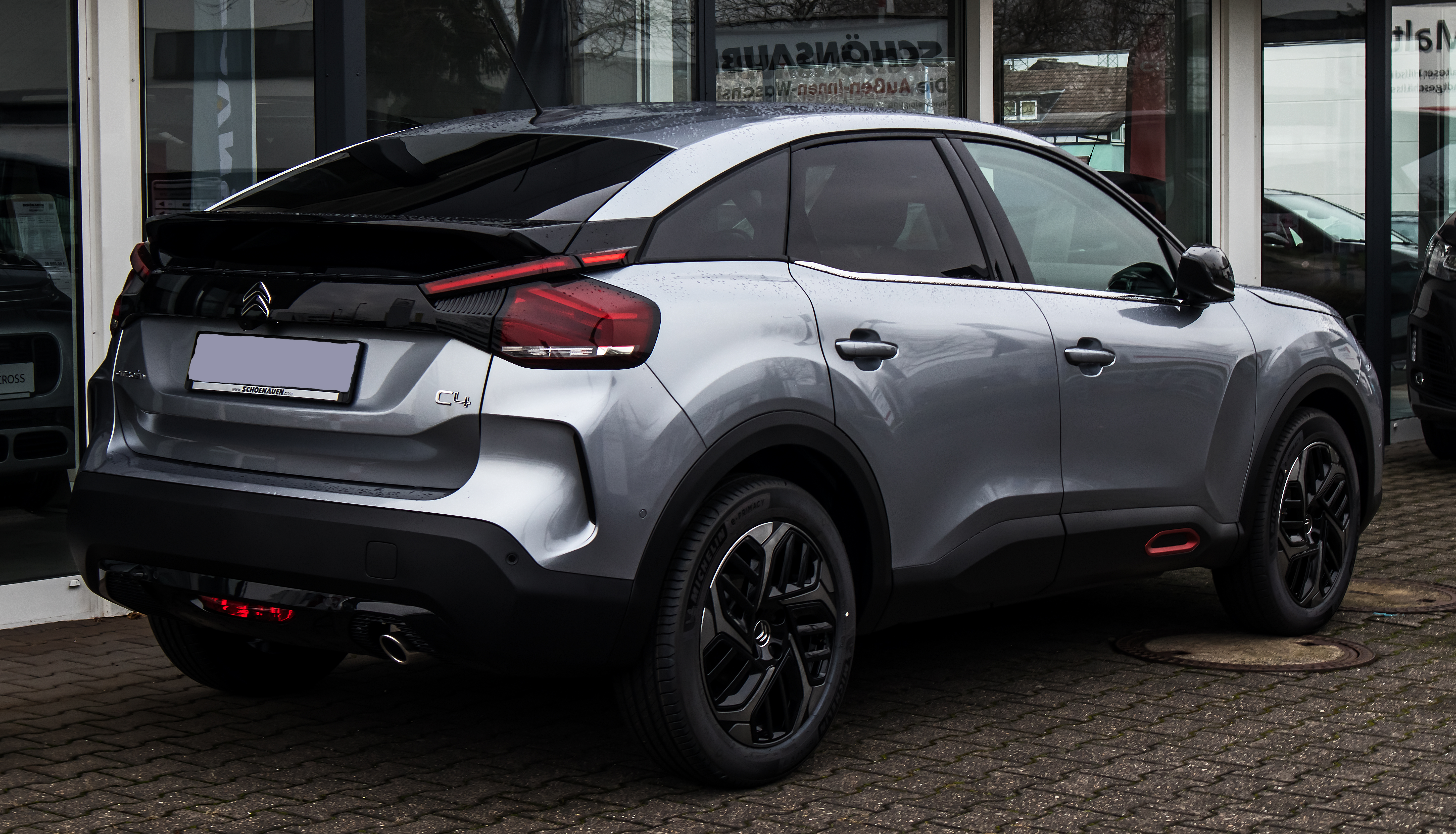
Citroën C4 III
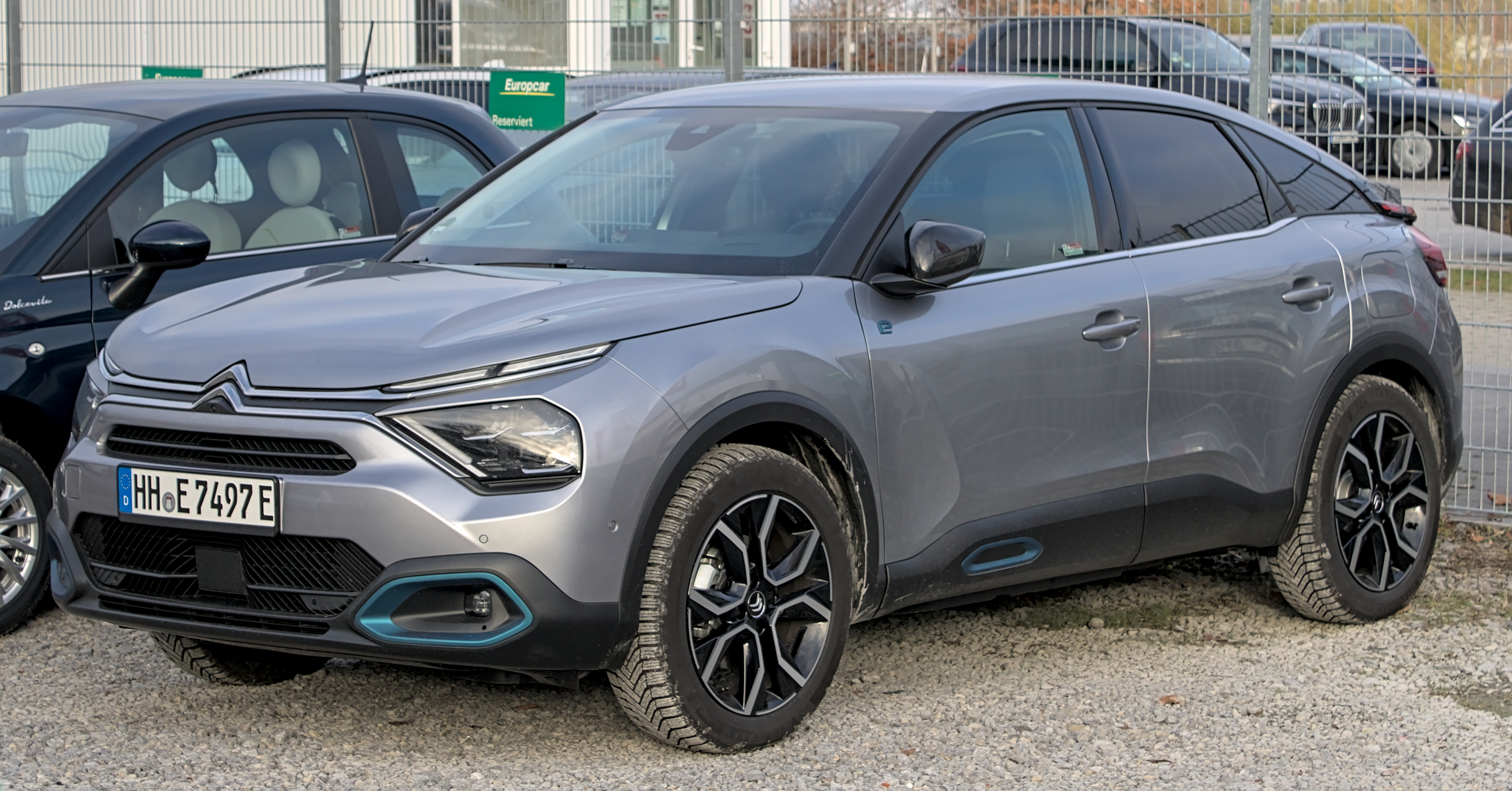
Citroën ë-C4
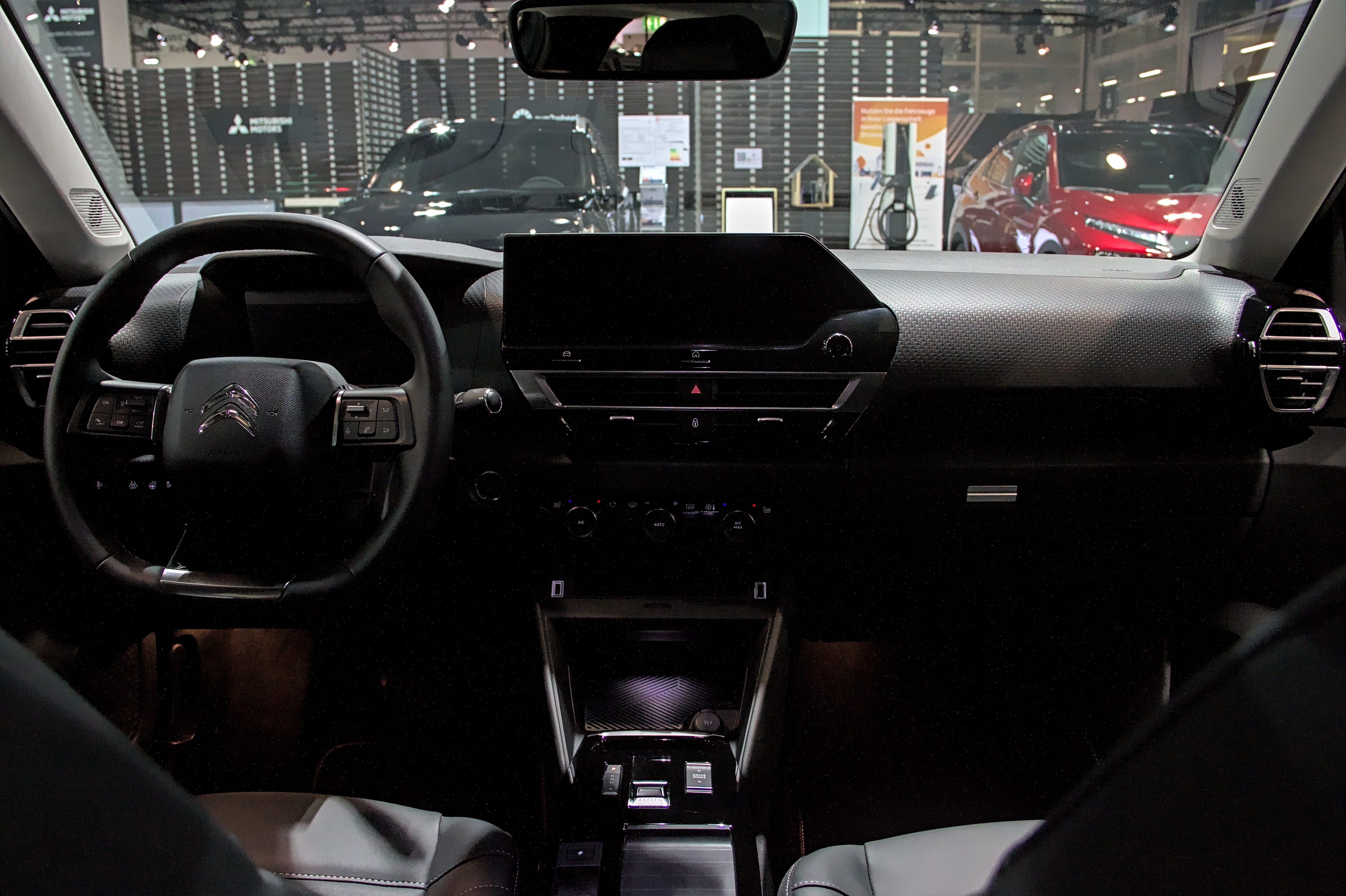
Место водителя